# George Harrison-Eric Clapton 1991 Japan Tour
George Harrison-Eric Clapton 1991 Japan Tour fue una gira musical de los músicos británicos George Harrison , Eric Clapton y banda realizada en el mes de diciembre en Japón. Fue la primera gira de Harrison después de George Harrison and Ravi Shankar 1974 North American Tour y también la última de Harrison en vida.

## La banda
George Harrison: Guitarra y Vocalista
Eric Clapton: Guitarra y coros
Andy Fairweather Low: Guitarra y coros
Nathan East: Bajo y coros
Greg Phillinganes: Teclado y coros
Chuck Leavell: Teclado y coros
Ray Cooper: Batería
Steve Ferrone: Tambores
Tessa Niles: Coros
Katie Kissoon: Coros

## Fechas
| Fecha                   | Ciudad    | País  | Recinto                            |
| ----------------------- | --------- | ----- | ---------------------------------- |
| Asia                    |           |       |                                    |
| 1 de diciembre de 1991  | Yokohama  | Japón | Yokohama Arena                     |
| 2 de diciembre de 1991  | Osaka     | Japón | Osaka-jō Hall                      |
| 3 de diciembre de 1991  | Osaka     | Japón | Osaka-jō Hall                      |
| 5 de diciembre de 1991  | Nagoya    | Japón | Nagoya International Showcase Hall |
| 6 de diciembre de 1991  | Hiroshima | Japón | Hiroshima Sun Plaza                |
| 9 de diciembre de 1991  | Fukuoka   | Japón | Fukuoka Kokusai Center             |
| 10 de diciembre de 1991 | Osaka     | Japón | Osaka-jō Hall                      |
| 11 de diciembre de 1991 | Osaka     | Japón | Osaka-jō Hall                      |
| 12 de diciembre de 1991 | Osaka     | Japón | Osaka-jō Hall                      |
| 14 de diciembre de 1991 | Tokio     | Japón | Tokio Dome                         |
| 15 de diciembre de 1991 | Tokio     | Japón | Tokio Dome                         |
| 17 de diciembre de 1991 | Tokio     | Japón | Tokio Dome                         |

- Datos: Q16992763